# René Bergeron
Pour les articles homonymes, voir Bergeron.
Ne pas confondre avec l'essayiste canadien René Bergeron.
René Gustave Bergeron est un acteur français né le 7 octobre 1890 à Paris XIVe et mort le 12 mars 1971 à Paris XVIe.

## Biographie
Sa carrière débute en 1929 avec Le Capitaine Fracasse. Il a notamment joué dans des films comme Les Croix de bois, La Bandera, Lucrèce Borgia, Pépé le Moko et Remorques. Il interrompt la carrière au cinéma pendant douze ans pour revenir dans les années 1950, car il est entraîné dans la voie de la collaboration par Robert Le Vigan et interdit de plateau au sortir de la guerre. Son dernier film date de 1958 : Et ta sœur de Maurice Delbez.

### Vie privée
Il se marie le 1er août 1916 avec Yvonne Brocheré, institutrice. Ils divorcent en 1925, puis suit un second mariage le 4 juin 1929 avec la comédienne Marie Thérèse Payen (décédée le 22 décembre 1993). Leurs témoins étaient Jean Dumontier & Maurice Jacquelin
Il est enterré au cimetière parisien d'Ivry (20e division).

## Filmographie

### 1929-1943
- 1929 : Le Capitaine Fracasse d'Alberto Cavalcanti et Henry Wulschleger
- 1930 : La Douceur d'aimer de René Hervil
- 1931 : Gagne ta vie d'André Berthomieu
- 1931 : Cœurs joyeux d'Hanns Schwarz et Max de Vaucorbeil
- 1932 : Les Croix de bois de Raymond Bernard
- 1932 : La Chanson d'une nuit d'Anatole Litvak
- 1933 : Quatorze juillet de René Clair
- 1933 : La Rue sans nom de Pierre Chenal
- 1933 : Au bout du monde d'Henri Chomette, Gustav Ucicky et Henri Chomette
- 1934 : La Banque Némo de Marguerite Viel et Jean Choux : Émile Larnoy
- 1935 : Dédé de René Guissart
- 1935 : Et moi, j'te dis qu'elle t'a fait de l'œil de Jack Forrester
- 1935 : Lucrèce Borgia d'Abel Gance
- 1935 : La Bandera de Julien Duvivier
- 1935 : L'Équipage d'Anatole Litvak
- 1936 : Les Deux Gamines de Maurice Champreux et René Hervil
- 1936 : Les Mutinés de l'Elseneur de Pierre Chenal
- 1936 : Mayerling d'Anatole Litvak
- 1936 : Courrier Sud de Pierre Billon
- 1936 : Mademoiselle Docteur ou Salonique, nid d'espions de Georg Wilhelm Pabst
- 1936 : Le Mioche de Léonide Moguy
- 1936 : Les Hommes nouveaux de Marcel L'Herbier
- 1936 : L'Appel du bled  ou L'Appel du silence de Léon Poirier
- 1937 : Abus de confiance d'Henri Decoin
- 1937 : Gribouille de Marc Allégret
- 1937 : L'Appel de la vie de Georges Neveux
- 1937 : Feu ! de Jacques de Baroncelli
- 1937 : Marthe Richard, au service de la France de Raymond Bernard
- 1937 : La Bataille silencieuse de Pierre Billon
- 1937 : Nuits de feu de Marcel L'Herbier
- 1937 : La Dame de Malacca de Marc Allégret
- 1937 : Quand minuit sonnera de Léo Joannon
- 1937 : Pépé le Moko de Julien Duvivier
- 1938 : Alexis gentleman chauffeur de Max de Vaucorbeil
- 1938 : Tarakanowa de Fédor Ozep
- 1938 : Alerte en Méditerranée de Léo Joannon : le capitaine Dulac
- 1938 : Monsieur Coccinelle de Dominique Bernard-Deschamps
- 1938 : L'Affaire Lafarge de Pierre Chenal
- 1938 : Les Nouveaux Riches d'André Berthomieu
- 1938 : Prisons de femmes de Roger Richebé
- 1938 : Hôtel du Nord de Marcel Carné
- 1938 : Eusèbe député d'André Berthomieu
- 1938 : La Fin du jour de Julien Duvivier
- 1939 : Le jour se lève de Marcel Carné
- 1939 : L'Entraîneuse d'Albert Valentin
- 1939 : Le Récif de corail de Maurice Gleize
- 1939 : Le Chemin de l'honneur de Jean-Paul Paulin : l'inspecteur Bicherel
- 1939 : Le Café du port de Jean Choux
- 1939 : Le Dernier Tournant de Pierre Chenal
- 1939 : Le déserteur de Léonide Moguy
- 1939 : Les Musiciens du ciel de Georges Lacombe
- 1939 : Remorques de Jean Grémillon
- 1940 : Finance noire de Félix Gandéra
- 1941 : Montmartre-sur-Seine de Georges Lacombe
- 1941 : L'Enfer des anges de Christian-Jaque
- 1941 : La Maison des sept jeunes filles d'Albert Valentin
- 1941 : L'Appel du stade - court métrage - de Marcel Martin
- 1942 : La Femme que j'ai le plus aimée de Robert Vernay
- 1942 : Monsieur La Souris de Georges Lacombe
- 1942 : Le Bienfaiteur d'Henri Decoin
- 1943 : Le Comte de Monte-Cristo de Robert Vernay
- 1943 : Untel Père et Fils de Julien Duvivier - tourné en 1940 -
- 1943 : L'Homme de Londres d'Henri Decoin

### 1955-1963
- 1955 : Les deux font la paire d'André Berthomieu
- 1955 : Série noire de Pierre Foucaud
- 1955 : Miss catastrophe de Dimitri Kirsanoff
- 1955 : Ces sacrées vacances de Robert Vernay
- 1955 : L'Irrésistible Catherine de André Pergament
- 1955 : L'Impossible Monsieur Pipelet d'André Hunebelle
- 1955 : Les Aristocrates de Denys de La Patellière
- 1955 : Le Secret de sœur Angèle de Léo Joannon
- 1955 : Mannequins de Paris de André Hunebelle
- 1956 : Mémoires d'un flic de Pierre Foucaud
- 1956 : Les Collégiennes de André Hunebelle
- 1956 : La Joyeuse prison de André Berthomieu
- 1956 : Les Lumières du soir de Robert Vernay
- 1957 : Les Espions d'Henri-Georges Clouzot
- 1957 : Le Désert de Pigalle de Léo Joannon
- 1958 : Le Gorille vous salue bien de Bernard Borderie
- 1958 : Et ta sœur de Maurice Delbez
- 1958 : Tant d'amour perdu de Léo Joannon
- 1958 : Drôles de phénomènes de Robert Vernay
- 1958 : Madame et son auto de Robert Vernay
- 1963 : L'inspecteur Leclerc enquête de Yannick Andreï, (TV)  épisode : Voir Paris et mourir

## Théâtre
- 1902 : Le Procès de Jeanne d'Arc d'Émile Moreau, mise en scène Émile Bertin et Amable, Théâtre Sarah-Bernhardt
- 1919 : La Jeune Fille aux joues roses de François Porché, Théâtre Sarah-Bernhardt
- 1919 : Napoléonette d'André de Lorde et Jean Marsèle d'après le roman de Gyp, Théâtre Sarah-Bernhardt
- 1922 : Le Maître à l'école d'Emmanuel Dénarié, Théâtre de l'Odéon
- 1922 : Molière d'Henry Dupuy-Mazuel et Jean-José Frappa, mise en scène Firmin Gémier, Théâtre de l'Odéon
- 1923 : Le Droit de mort de Charles Hillem et Paul d'Estoc, Théâtre des Deux Masques
- 1923 : Nocturne basque de Charles Esquier et Paul Desachy, Théâtre des Deux Masques
- 1931 : La Banque Nemo, de Louis Verneuil, Théâtre de la Michodière
- 1932  : La Fleur des pois d'Édouard Bourdet, Théâtre de la Michodière
- 1933 : Le Vol nuptial de Francis de Croisset, Théâtre de la Michodière
- 1934 : Les Temps difficiles d'Édouard Bourdet, Théâtre de la Michodière
- 1937 : L'Opéra de quat'sous de Bertolt Brecht, mise en scène Francesco von Mendelssohn, Raymond Rouleau, Théâtre de l'Étoile
- 1958 : Père d'Édouard Bourdet, mise en scène Pierre Fresnay, Théâtre de la Michodière